# Mike, Lu & Og
Mike, Lu & Og är en amerikansk animerad TV-serie skapad av Mikhail Shindel, Mikhail Aldashin och Charles Swenson. Den sändes i Cartoon Network och Boomerang 1999–2001.
Serien handlar om en rödhårig flicka som föddes på Manhattan i New York, men därefter reser till en tropisk ö. Då träffar hon Lu och Og. De hittar tillsammans på fantastiska äventyr.

## Svenska röster
- Elina Raeder - Mike
- Therese Reuterswärd - Lu
- Dick Eriksson - Og